# شيراكاوا (فوكوشيما)
مدينة شيراكاوا (بالإنجليزية: Shirakawa)‏ هي أحد المدن التابعة لمحافظة فوكوشيما. تأسست رسميًا في 07/11/2005. ويقدر عدد سكانها بـ 65665 نسمة حسب تقدير مكتب الإحصاء الياباني لعام 2012. تبلغ مساحة شيراكاوا 305.3 كم2. بكثافة سكانية تبلغ 215 نسمة/كم2.

## المناخ
يظهر الجدول التالي التغييرات المناخية على مدار السنة لشيراكاوا:
| البيانات المناخية لـشيراكاوا      | البيانات المناخية لـشيراكاوا | البيانات المناخية لـشيراكاوا | البيانات المناخية لـشيراكاوا | البيانات المناخية لـشيراكاوا | البيانات المناخية لـشيراكاوا | البيانات المناخية لـشيراكاوا | البيانات المناخية لـشيراكاوا | البيانات المناخية لـشيراكاوا | البيانات المناخية لـشيراكاوا | البيانات المناخية لـشيراكاوا | البيانات المناخية لـشيراكاوا | البيانات المناخية لـشيراكاوا | البيانات المناخية لـشيراكاوا |
| الشهر                             | يناير                        | فبراير                       | مارس                         | أبريل                        | مايو                         | يونيو                        | يوليو                        | أغسطس                        | سبتمبر                       | أكتوبر                       | نوفمبر                       | ديسمبر                       | المعدل السنوي                |
| --------------------------------- | ---------------------------- | ---------------------------- | ---------------------------- | ---------------------------- | ---------------------------- | ---------------------------- | ---------------------------- | ---------------------------- | ---------------------------- | ---------------------------- | ---------------------------- | ---------------------------- | ---------------------------- |
| متوسط درجة الحرارة الكبرى °م (°ف) | 4.4 (39.9)                   | 4.6 (40.3)                   | 8.2 (46.8)                   | 15.4 (59.7)                  | 20.5 (68.9)                  | 22.9 (73.2)                  | 26.3 (79.3)                  | 28.2 (82.8)                  | 23.3 (73.9)                  | 17.8 (64.0)                  | 12.7 (54.9)                  | 7.4 (45.3)                   | 16.0 (60.8)                  |
| المتوسط اليومي °م (°ف)            | −0.2 (31.6)                  | 0.2 (32.4)                   | 3.3 (37.9)                   | 9.7 (49.5)                   | 14.9 (58.8)                  | 18.3 (64.9)                  | 21.9 (71.4)                  | 23.3 (73.9)                  | 18.9 (66.0)                  | 12.7 (54.9)                  | 7.4 (45.3)                   | 2.4 (36.3)                   | 11.1 (51.9)                  |
| متوسط درجة الحرارة الصغرى °م (°ف) | −4.4 (24.1)                  | −3.9 (25.0)                  | −1.4 (29.5)                  | 4.2 (39.6)                   | 9.4 (48.9)                   | 14.4 (57.9)                  | 18.5 (65.3)                  | 19.8 (67.6)                  | 15.3 (59.5)                  | 8.2 (46.8)                   | 2.5 (36.5)                   | −2.1 (28.2)                  | 6.7 (44.1)                   |
| الهطول مم (إنش)                   | 29.0 (1.14)                  | 43.3 (1.70)                  | 67.7 (2.67)                  | 99.2 (3.91)                  | 112.6 (4.43)                 | 177.7 (7.00)                 | 162.9 (6.41)                 | 200.9 (7.91)                 | 191.1 (7.52)                 | 116.3 (4.58)                 | 63.5 (2.50)                  | 33.4 (1.31)                  | 1٬297٫6 (51.08)              |
| متوسط تساقط الثلوج سم (إنش)       | 24 (9.4)                     | 30 (12)                      | 18 (7.1)                     | 3 (1.2)                      | 0 (0)                        | 0 (0)                        | 0 (0)                        | 0 (0)                        | 0 (0)                        | 0 (0)                        | 2 (0.8)                      | 15 (5.9)                     | 92 (36.4)                    |
| متوسط الرطوبة النسبية (%)         | 68                           | 67                           | 65                           | 66                           | 70                           | 80                           | 84                           | 82                           | 82                           | 77                           | 73                           | 70                           | 74                           |
| ساعات سطوع الشمس الشهرية          | 164.6                        | 154.2                        | 187.4                        | 182.9                        | 196.8                        | 131.7                        | 129.2                        | 156.2                        | 111.3                        | 144.0                        | 144.8                        | 156.4                        | 1٬859٫5                      |
| المصدر: NOAA (1961-1990)          |                              |                              |                              |                              |                              |                              |                              |                              |                              |                              |                              |                              |                              |

## توأمة
لشيراكاوا (فوكوشيما) اتفاقيات توأمة مع:
- كومبيين

## أعلام
- أتسوشي فوجيتا
- جون أندو